# 弗龙特内克斯
弗龙特内克斯（法語：Frontenex，法語發音：[fʁɔ̃tnɛks]）是法国萨瓦省的一个市镇，属于阿尔贝维尔区。

## 地理
弗龙特内克斯（45°38'12"N, 6°18'32"E）面积1.71 平方千米，位于法国奥弗涅-罗讷-阿尔卑斯大区萨瓦省，该省份为法国东部省份，历史上为薩伏依的一部分，北起上萨瓦省，西接伊泽尔省和安省，南部和东部与上阿尔卑斯省和意大利接壤。
与弗龙特内克斯接壤的市镇（或旧市镇、城区）包括：克莱里、伊泽尔河畔圣埃莱娜、图尔农、韦朗斯阿尔韦。
弗龙特内克斯的时区为UTC+01:00、UTC+02:00（夏令时）。

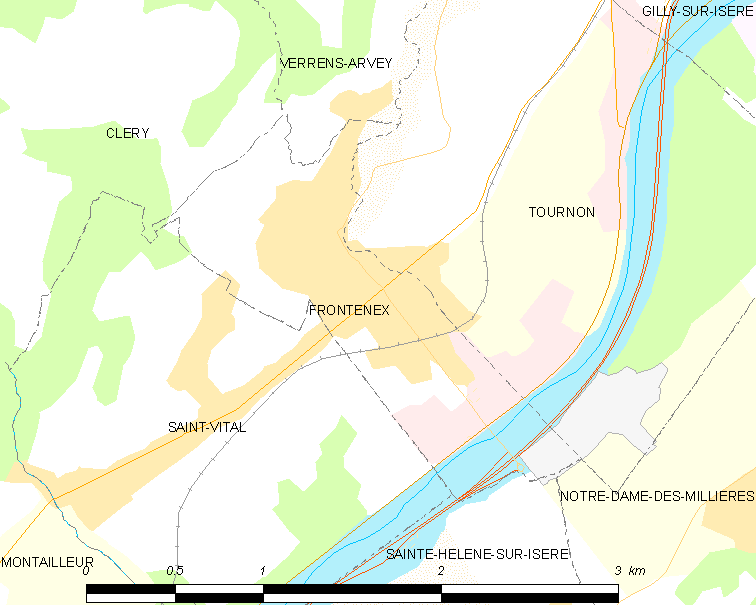
弗龙特内克斯的OSM定位图

## 行政
弗龙特内克斯的邮政编码为73460，INSEE市镇编码为73121。

## 政治
弗龙特内克斯所属的省级选区为阿尔贝维尔第二县。

## 人口

1962-2008年间弗龙特内克斯人口变化图示

弗龙特内克斯于2022年1月1日时的人口数量为1917人。